# Michael Santos
Michael Nicolás Santos Rosadilla, noto semplicemente come Michael Santos (Montevideo, 13 marzo 1993), è un calciatore uruguaiano, attaccante del Vélez Sarsfield.

## Palmarès
- Campionato argentino: 1

Velez: 2024